# Paul Rieu
Pour les articles homonymes, voir Rieu.

a Compétitions nationales et continentales officielles uniquement.

Paul Rieu, né le 18 septembre 1891 à Tarbes (Hautes-Pyrénées) et mort le 8 avril 1954 à Guîtres (Gironde), est un joueur français de rugby à XV international de guerre, évoluant aux postes d'ailier ou d'arrière. 
Son frère, Georges Rieu, est également international de guerre sous les couleurs du Stade bordelais. 

## Famille
Paul Rieu naît le 18 septembre 1891 à Tarbes (Hautes-Pyrénées)[réf. nécessaire]. Son père, Jean François Henri Aurèle Rieu est employé des PTT, sa mère se prénomme Louise Isabelle Darré[réf. nécessaire]. Il a un frère, Georges (1894-1959)[réf. nécessaire]. Il se marie le 25 juin 1929 à Guîtres à Marcelle Berthe Seguineau (1897-1986), et décède le 8 avril 1954 à Guîtres[réf. nécessaire].

## Biographie
Paul Rieu grandit à Tarbes où son père est mère est employé des PTT[Quoi ?].
Rieu effectue ses études à Tarbes[réf. nécessaire]. Il se fait d'abord remarquer en athlétisme, puis débute le rugby à XV au Stadoceste tarbais[réf. nécessaire]. Pendant la Première Guerre mondiale, Rieu occupait le poste de téléphoniste, a subi une blessure et a été honoré d'une citation[réf. nécessaire].

### Les débuts au Stadoceste tarbais
Paul et Georges Rieu débutent leur carrière avec en équipe réserve au Stadoceste tarbais, sous la direction de Leslie Hayward[réf. nécessaire]. Les frères y côtoient les internationaux Jean Sentilles, Raoul Lacoste et Jean Caujolle[réf. nécessaire]. 

### Section paloise
Militaire, Paul Rieu est enrôlé au 18e RI, basé à Pau[réf. nécessaire]. Il rejoint naturellement les rangs de la Section paloise[réf. nécessaire]. Pour son premier match sous ses nouvelles couleurs, il est l'auteur d'une bonne partie en Championnat contre Bayonne, gagnant ainsi ses galons de titulaire[réf. nécessaire]. Il devient par ailleurs capitaine de l’équipe du 18e régiment d’infanterie[réf. nécessaire].
Aux côtés de Gilbert Pierrot, Paul Rieu forme une ligne très dangereuse en attaque, et performante en défense[réf. nécessaire]. 
Sélectionné pour la première fois lors d'un match de sélection UFSA face à son frère Georges Rieu entre une équipe du Sud et une équipe de Probables[précision nécessaire] le 7 décembre 1913, parti évoluer au Stade bordelais,.
L'ancien capitaine sectionniste Hélier Tilh est de retour le temps d'un match à la Croix du Prince pour affronter Rieu, Victor Bernicha, Paul Lamouret Maurice Tournier et Gilbert Pierrot.

L'équipe du Sud, fortement marquée par la présence de joueurs de la Section paloise, s'impose face aux Probables devant 10 000 spectateurs,. Lors de ce match, Rieu ne parvient pas à déloger Géo André, titulaire au poste d'ailier en équipe de France[réf. nécessaire].

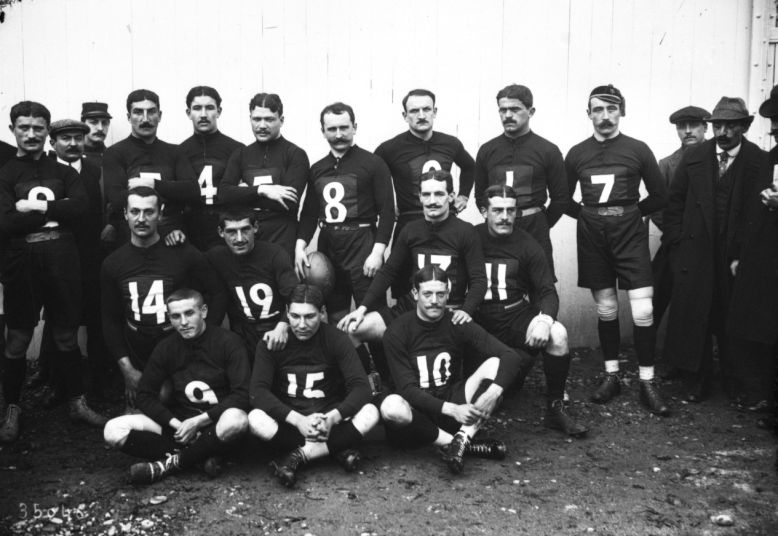
Équipe du Sud, Paul Rieu porte le numéro 11
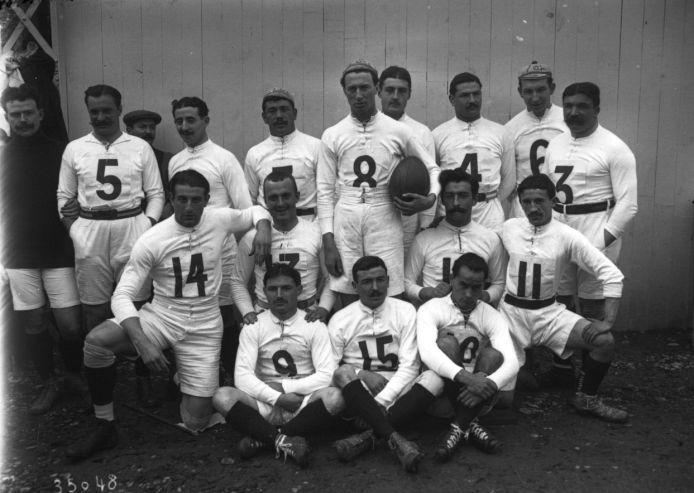
Équipe des Probables.
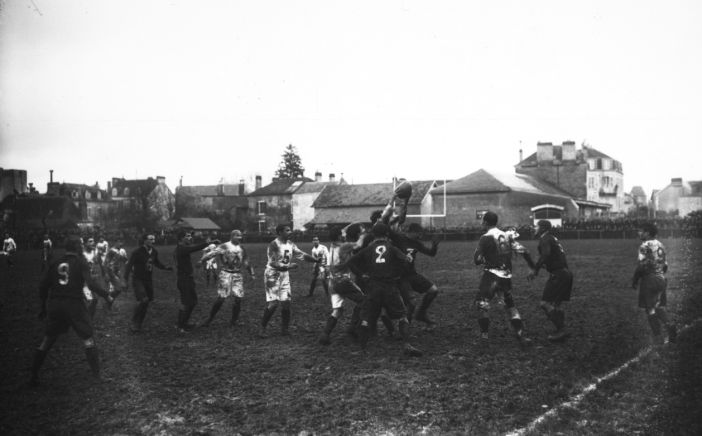
Match Sud contre Probables.

### 18e RI
Pendant la Première Guerre mondiale, Paul Rieu évolue avec le 18e RI, basé à Pau. Il est Champion de France militaire en 1919.

### Stade bordelais
A la fin de la guerre, Paul Rieu rejoint son frère Georges à Bordeaux en 1919, et signe au Stade bordelais.

### Equipe de France - Jeux interalliés
Paul Rieu porte le maillot de l'équipe de France en 1919 durant les Jeux interalliés face à la Roumanie, où il est positionné au poste d'arrière.
Paul Rieu est sélectionné aux côtés de Pierre Elichondo, lui aussi affecté au 18e RI,.